# یانگ، ساسکاچوان
یانگ، ساسکاچوان (به انگلیسی: Young, Saskatchewan) یک منطقهٔ مسکونی در کانادا است که در ساسکاچوان واقع شده‌است. یانگ ۲۳۹ نفر جمعیت دارد.